# Tatarski Okop

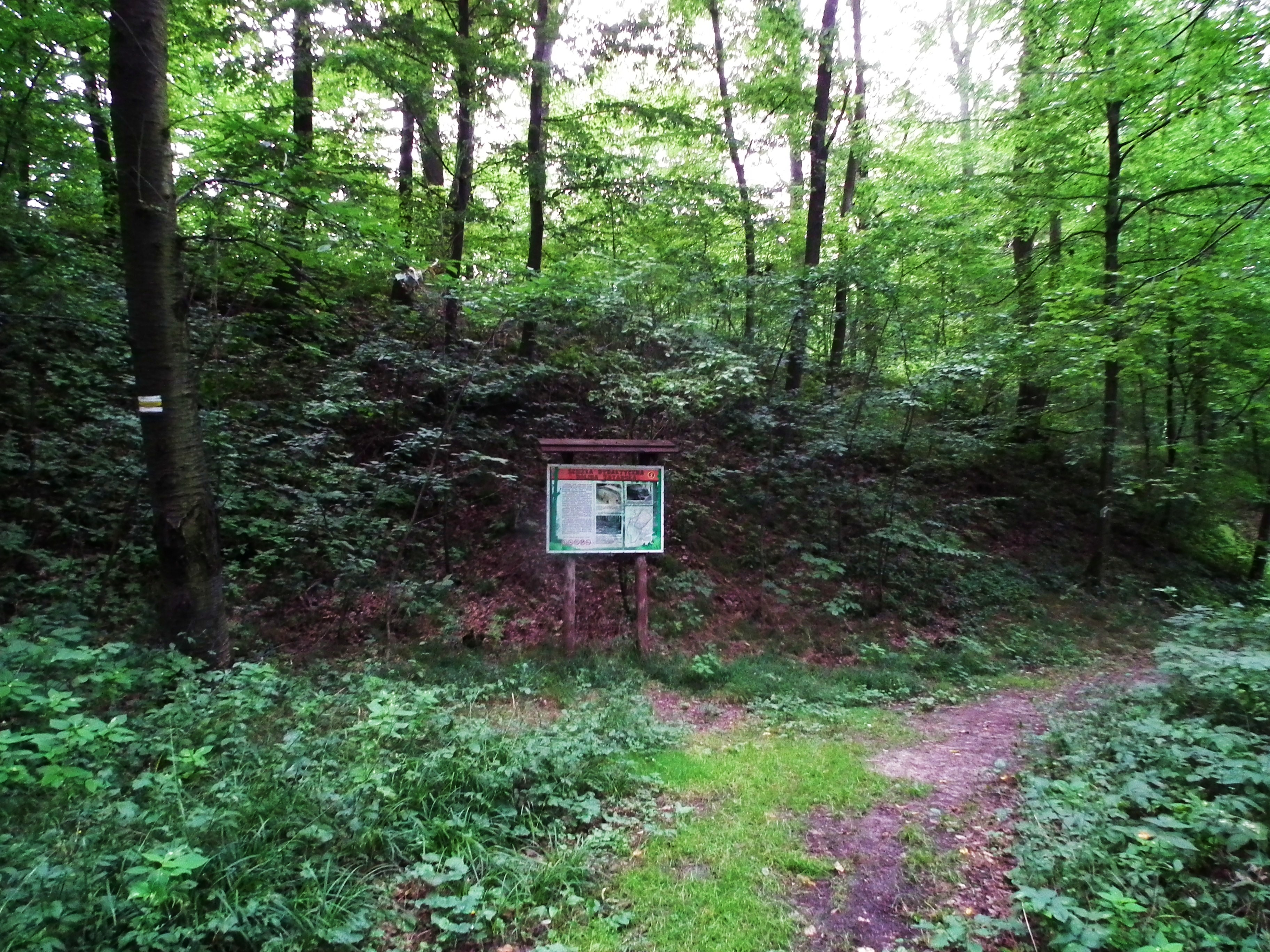
Wały grodziska

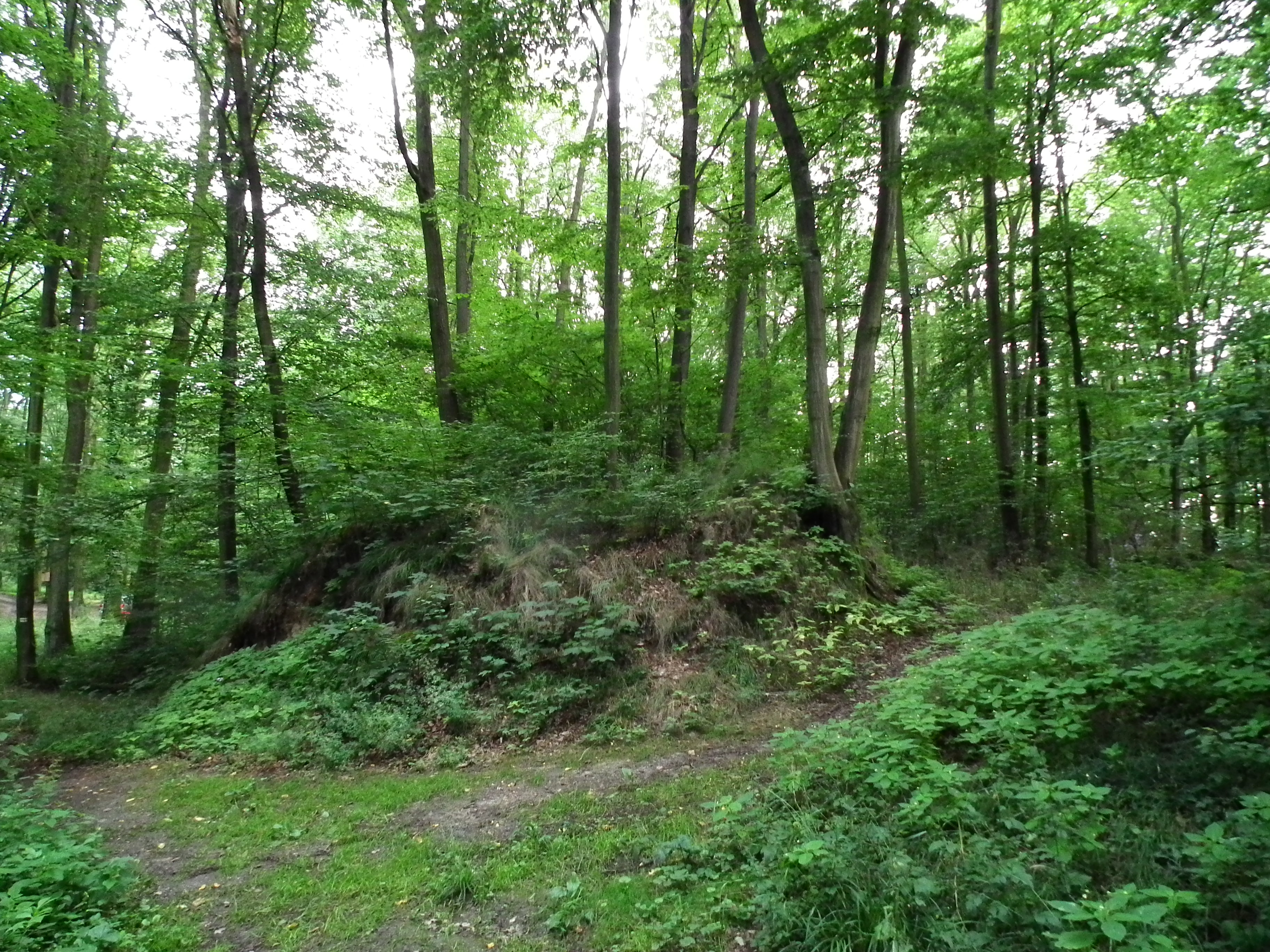
Przekrój wału

Tatarski Okop – pozostałości grodu państwa wielkomorawskiego, funkcjonującego na przełomie IX i X wieku. Jest jednym z większych tego typu obiektów na Dolnym Śląsku (pierwotnie zajmowało obszar o powierzchni 4,5 ha).

## Położenie
Grodzisko położone jest na Przedgórzu Sudeckim w obrębie Wzgórz Niemczańsko-Strzelińskich w południowo-wschodniej części województwa dolnośląskiego. Leży w okolicy Gilowa, ok. 2,5 km na zachód od Niemczy przy drodze prowadzącej do Dzierżoniowa. Zlokalizowane jest na wzniesieniu otoczonym z trzech stron przez głęboką Dolinę Piekielnego Potoku.

## Badania archeologiczne
Podczas prac archeologicznych odsłonięto m.in. piec wolno stojący, wały obronne o konstrukcji mozaikowej, ślady po budynkach mieszkalnych i gospodarczych. Odkryto także szereg zabytków ruchomych, np. ostrogi, okucia, ceramikę oraz żelazne grzywny grotopodobne, stanowiące wówczas pieniądz przedmiotowy (płacidło). U podnóża wzniesienia, na którym znajduje się grodzisko, zidentyfikowano ślady tamy ziemnej, która w IX wieku służyła Wielkomorawianom do piętrzenia wody Piekielnego Potoku, prawdopodobnie w celu utworzenia stawu rybnego.

## Szlaki turystyczne
droga Szklary-Samborowice – Jagielno – Przeworno – Gromnik – Biały Kościół – Nieszkowice – Czerwieniec – Żelowice – Piotrkówek – Ostra Góra – Niemcza – Tatarski Okop – Dolina Piekielnego Potoku – Gilów – Piława Dolna – Owiesno – Góra Parkowa – Bielawa – Kalenica – Nowa Ruda – Tłumaczów – Radków – Pasterka – Karłów – Skalne Grzyby – Batorów – Duszniki-Zdrój – Szczytna – Zamek Leśna – Polanica-Zdrój – Bystrzyca Kłodzka – Igliczna – Międzygórze – Przełęcz Puchacza
 Przełęcz Srebrna – Mikołajów – Brzeźnica – Grochowiec – Tarnów – Ząbkowice Śląskie – Zwrócona – Brodziszów – Skrzyżowanie pod Grzybowcem – Tatarski Okop – Gilów – Zamkowa Góra – Przełęcz Dębowa – Słupice – Przełęcz Słupicka – Przełęcz Tąpadła – Biała – Strzelce